# Chimaera (Signe-Emmeluth-Album)
Chimaera ist ein Jazzalbum von Signe Emmeluth. Die im Februar 2019 im Øra Studio in Trondheim entstandenen Aufnahmen erschienen am 15. November 2019 auf Øra Fonogram.

## Hintergrund
Chimaera ist das zweite Album von Emmeluths Amoeba, dem norwegischen Quartett unter der Leitung der Saxophonistin Signe Emmeluth, nach dem Debütalbum der Gruppe, POLYP (Øra Fonogram) von 2018. Auf Chimaera sind dieselben Musiker vertreten – der Gitarrist Karl Bjorå, der Pianist Christian Balvig und der Schlagzeuger Ole Mofjell.

## Titelliste
- Emmeluth’s Amoeba: Chimaera (Øra Fonogram OF149)[1]

1. Squid Circles 2:45
2. AB 11:22
3. Velvet 4:33
4. Lyons 6:44
5. Chimaera 3:46
6. Circular Movements 3:22
7. No.1 3:07
8. Outro 1:44

Die Kompositionen stammen von Signe Emmeluth.

## Rezeption

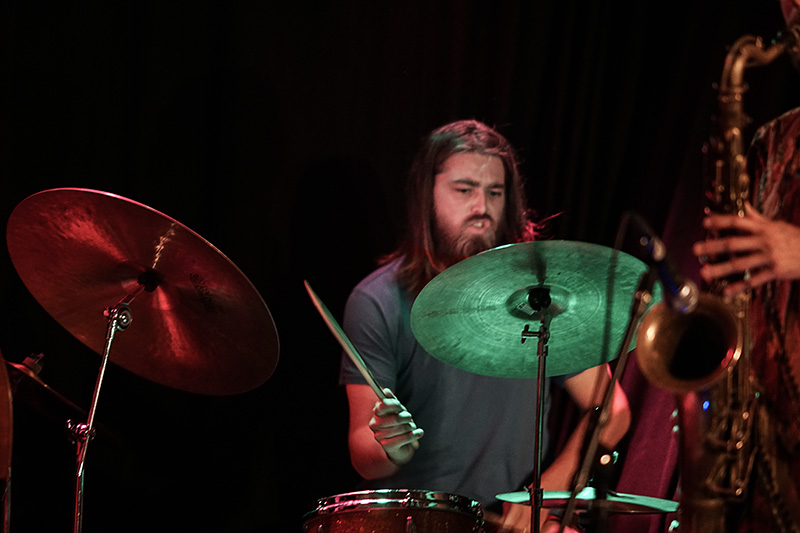
Ole Mofjell auf dem Kopenhagen Jazz Festival 2018

Chimaera, das zweite Album von Signe Emmeluths Amoeba würde das große Versprechen halten, das ihr Debütalbum Polyp (Øra Fonogram. 2018) enthielt, schrieb Eyal Hareuveni (Salt Peanuts). Durch Experimentieren, Suchen und Eingehen von Risiken erreiche das Amoeba-Quartett neue Höhen und noch größere Tiefen. Die kantigen Kompositionen seien offen für unterschiedliche, manchmal konflikthafte Dimensionen, tonale und atonale Ideen verknüpften sich und unterwanderten sich gegenseitig, und im dichten Gebräu tauchten immer wieder neue Klänge auf, von erweiterten Atemtechniken, Spiel im Klavierkorpus, seltsamen Gitarrenverzerrungen oder polyrhythmischem Trommeln. Die acht Stücke von Chimaera böten einen wilden Ritt, der von der ersten Sekunde bis zur letzten seiner aufregenden 37 Minuten fessle. Signe Emmeluth erweise sich erneut als eine der originellsten und frischesten Stimmen der nordischen Szene.
Hier gebe es etwas gänzlich anderes, wie es im zeitgenössischen Jazz üblich sei, nicht zuletzt, weil wiederholtes Hören Tiefe, Subtilität und Nuancen offenbarten, urteilte Nic Jones über Chimaera (Jazz Journal). Der erste Kontakt mit der Musik könnte den Eindruck erwecken, dass es sich hier um ein Quartett handle, das bestrebt sei, in kurzer Zeit viele Grundlagen abzudecken, und angesichts der Tiefe der Erkundung überrasche es nicht, dass es nur sehr wenige dieser Grundlagen gebe, aber sobald der Hörer darüber hinauskomme, werde das Durchhaltevermögen der Musik deutlich. Obwohl es Passagen gebe, die mit der Trevor-Watts/John-Stevens-Besetzung des Spontaneous Music Ensemble in ihrer rätselhaftesten Strenge vergleichbar seien, habe diese Gruppe dieser immer noch faszinierenden Musik nichts Offensichtlicheres zu verdanken.